# Finanskollegiet
Finanskollegiet var et administrativt kollegie oprettet af Johann Friedrich Struensee. Det var beregnet på at centralisere og effektivisere den finansielle styrelse af Danmark-Norge. Det eksisterede fra 29. maj 1771 til 9. februar 1819.
Struensee oprettede Finanskollegiet ved en kabinetsordre af 29. maj 1771. Omtrent samtidig ophævedes Rente- og Generaltoldkammeret, og Finanskollegiet overtog derefter den almindelige bestyrelse af alle finanssager. Hensigten var at centralisere ledelsen af samtlige statens materielle anliggender, hvilket medførte, at man nedlagde Kommercekollegiet og andre hidtil selvstændige institutioner inden for finansstyrelsen, ligesom Finanskollegiet overtog forskellige forretninger, dels af finansiel natur, dels af anden art, som hidtil havde været administreret af kancellierne.
Kollegiet lededes af 4 deputerede og var organiseret i 3 afdelinger (danske, norske og tyske kammer). Efter Struensees fald i 1772 ændredes Finanskollegiet hurtigt; forskellige administrationsgrene blev snart efter udskilte fra Kollegiets bestyrelse, og ved Forordningen af 14. januar 1773 gennemførtes en fuldstændig omorganisation. Herefter oprettede man ved siden af Finanskollegiet følgende 4 institutioner: et rentekammer, et toldkammer, et økonomi- og kommercekollegium og et bjergværks-direktorium, idet forretningerne fordeltes således, at Finanskollegiet kun fik ledelsen af penge-, bank-og møntvæsenet.
Dette kollegium, der var sideordnet med de andre nysnævnte 4 afdelinger, og bestyredes af de deputerede fra Rentekammeret og Toldkammeret, skiftede ved resolution af 2. juni 1784 navn og kaldtes derefter for Finanskassedirektionen. Samtidig oprettedes et nyt Finanskollegium, der kom til at bestå af de første deputerede fra samtlige kameral-departementer, og som fik den øverste ledelse af statens finansvæsen. Dette kollegium ophævedes atter ved reskriptet af 9. februar 1819, hvorefter forretningerne overgik til en såkaldt Finansdeputation.